# Drosophila gemmula
Drosophila gemmula är en tvåvingeart som först beskrevs av Elmo Hardy 1965.  Drosophila gemmula ingår i släktet Drosophila och familjen daggflugor.
Artens utbredningsområde är Hawaii.